# 青山街道 (五大连池市)
青山街道，是中华人民共和国黑龙江省黑河市五大连池市下辖的一个乡镇级行政单位。

## 行政区划
青山街道下辖以下地区：
建安社区、金隆社区、阳光社区、福康社区、天鹅社区和哈客隆社区。